# Грін-Брук Тауншип (Нью-Джерсі)
Грін-Брук Тауншип (англ. Green Brook Township) — селище (англ. township) в США, в окрузі Сомерсет штату Нью-Джерсі. Населення — 7281 особа (2020).

## Демографія
Згідно з переписом 2010 року, у селищі мешкали 7203 особи в 2375 домогосподарствах у складі 1945 родин. Було 2448 помешкань
Расовий склад населення:
| - 73,5 % — білих - 20,2 % — азіатів - 3,4 % — чорних або афроамериканців - 1,1 % — осіб інших рас |

До двох чи більше рас належало 1,7 %. Частка іспаномовних становила 6,9 % від усіх жителів.
За віковим діапазоном населення розподілялося таким чином: 26,4 % — особи молодші 18 років, 60,1 % — особи у віці 18—64 років, 13,5 % — особи у віці 65 років та старші. Медіана віку мешканця становила 42,1 року. На 100 осіб жіночої статі у селищі припадало 93,3 чоловіків;  на 100 жінок у віці від 18 років та старших — 90,3 чоловіків також старших 18 років.
Середній дохід на одне домашнє господарство  становив 163 333 долари США (медіана — 130 053), а середній дохід на одну сім'ю — 178 008 доларів (медіана — 138 464). За межею бідності перебувало 5,9 % осіб, у тому числі 4,3 % дітей у віці до 18 років та 8,6 % осіб у віці 65 років та старших.
Цивільне працевлаштоване населення становило 3731 осіб. Основні галузі зайнятості: освіта, охорона здоров'я та соціальна допомога — 23,9 %, виробництво — 13,4 %, науковці, спеціалісти, менеджери — 12,5 %, фінанси, страхування та нерухомість — 12,4 %.